# Laódice del Ponto
Laódice (130/129 a. C. - c. 90 a. C-), fue una princesa del Reino del Ponto, hija de Mitrídates V Evergetes y hermana-esposa de Mitrídates VI. Era descendiente de persas y griegos. 

## Biografía
Era la segunda hija de Mitrídates V y Laódice VI. Su hermano, Mitrídates VI tuvo que huir, tras el asesinato de su padre en 120 a. C., dejando el gobierno a su madre, que ejerció como regente, y a su hermano menor, Mitrídates Cresto. Mitrídates volvió a Ponto entre 116 y 113 a. C., derrocó a su madre y a su hermano, y los encarceló. Luego se casó con Laódice, que llegó así a ser reina de Ponto. Ambos tuvieron cuatro hijos: Mitrídates, Arcatius, Macares y Farnaces, y dos hijas: Cleopatra y Dripetrina.
Durante una de las ausencias de Mitrídates, Laódice cometió adulterio, y a la vuelta del rey, fue ejecutada.